# Frank Kramer (Radsportler)

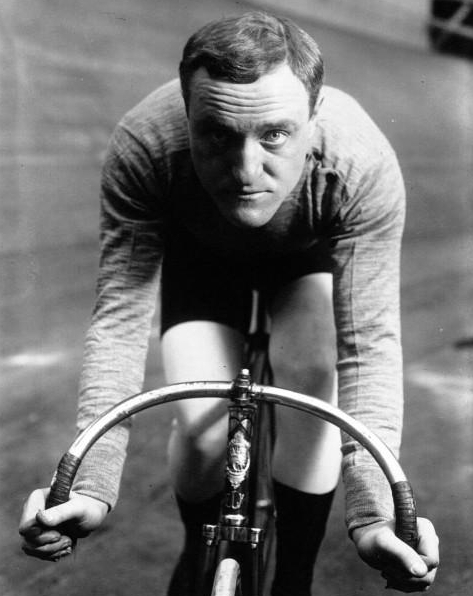
Frank Kramer

Frank Louis Kramer (* 15. September 1880 in Evansville, Indiana; † 8. Oktober 1958 in South Orange, New Jersey) war ein US-amerikanischer Radrennfahrer.
Frank Kramer war der Sohn eines Holzhändlers und arbeitete im Betrieb seines Vaters, er selbst gab seinen Beruf als Kaufmann an. Gemeinsam mit seinen beiden jüngeren Brüdern betrieb er in seiner Freizeit Radsport und Boxen. Mit 17 Jahren nahm er an ersten Amateur-Rennen teil und wurde 1899 US-amerikanischer Meister.
Im Jahre 1900 wurde er – gegen den Widerstand seines Vaters – Profi. Sein größter Rivale war Major Taylor, so dass sich die US-amerikanische Radwelt bald in „Krameristen“ und „Tayloristen“ teilte. Kramer gewann während seiner bis 1922 währenden Laufbahn als Radrennfahrer allein 18-mal US-amerikanische Meisterschaften und wurde 1912 Weltmeister der Flieger. Im Jahr 1905 startete Kramer erstmals zu Wettkämpfen in Europa. Seinen ersten Start in Deutschland hatte er beim Großen Preis von Köln, der in jenem Jahr als Einladungsrennen für die Fahrer Kramer, Otto Meyer, Willy Arend und Henry Mayer ausgetragen wurde; Kramer gewann den Großen Preis. Wenig später siegte er auch im Großen Preis von Paris. 1906 gewann er den renommierten Klassiker Grand Prix de Paris erneut. Während seiner Laufbahn gewann er mehr als 500 Rennen. Kramer gewann auch den Grand Prix de Reims, einen der ältesten Wettkämpfe für Bahnsprinter in Frankreich sowie den Grand Prix du Conseil municipal de la ville de Paris 1914.
Kramer war allgemein wegen seiner strengen Lebensweise bekannt: Er ging jeden Abend pünktlich um 9 Uhr ins Bett, deshalb fuhr er nur wenige Sechstage-Rennen. Er galt als geizig, hatte kaum Freunde unter seinen Konkurrenten und heiratete erst nach dem Ende seiner Laufbahn, mit 42 Jahren. Die Ehe blieb kinderlos.
Nach dem Ende seiner aktiven Laufbahn war Kramer als Radsport-Funktionär tätig. Ein Versuch, für das US-amerikanische Repräsentantenhaus zu kandidieren, scheiterte. 1988 wurde er in die United States Bicycling Hall of Fame aufgenommen.